# اندیس بلوطستان۳
بلوطستان۳ یک اندیس غیرفلزی است که در حوالی شهر کوه ورزسین استان ایلام قرار دارد و مادهٔ معدنی موجود در آن، نمک است.  